# Zlazne, Kostopil
Zlazne (în ucraineană Злазне) este localitatea de reședință a comunei Zlazne din raionul Kostopil, regiunea Rivne, Ucraina.

## Demografie
Componența lingvistică a localității Zlazne
     Ucraineană (99,87%)
     Alte limbi (0,13%)
Conform recensământului din 2001, majoritatea populației localității Zlazne era vorbitoare de ucraineană (99,87%), existând în minoritate și vorbitori de alte limbi.